# Uwe Rösler
Uwe Rösler, född 15 november 1968 i Altenburg i dåvarande Östtyskland, är en tysk fotbollstränare och före detta professionell fotbollsspelare. I Sverige är han mest känd för sin tid som tränare för Malmö FF mellan juni 2018 och december 2019. Rösler är för närvarande tränare i AGF i danska Superligaen.
Uwe Rösler är far till fotbollsspelaren Colin Rösler.